# Cinquantenaire
A Parc du Cinquantenaire (hollandul: Jubelpark) egy városi közpark Brüsszelben, az Európai Unió intézményeinek kerületétől keletre. Az N3-as számú belga főútvonal és a kelet–nyugati irányú (1-es és 5-ös) metróvonal alagútban a park alatt halad át.

## A park
Belgium 1880-ban ünnepelte függetlenné válásának 50. évfordulóját. Ebből az alkalomból II. Lipót belga király világkiállítást szeretett volna Brüsszelben szervezni. A világkiállítás színhelyéül egy belvároson kívül eső, volt katonai gyakorlótérre esett a választás, melyet Linthout-mezőnek hívtak. A kiállításon a világ láthatta volna, hogy az új belga állam szépen fejlődik és képes megtalálni megfelelő helyét Európa fontos nemzetei között. A 19. század második felében II. Lipót megszerezte Kongó területét Afrikában, ez tekintélyes gazdasági lehetőségekhez juttatta őt. Elhatározta, hogy ezeknek egy részét arra használja, hogy Brüsszelt fontos európai város képére formálja. Ezen elhatározás egyik eredménye volt az 50 éves évforduló parkja imponáló emlékműveivel.

## A Diadalív

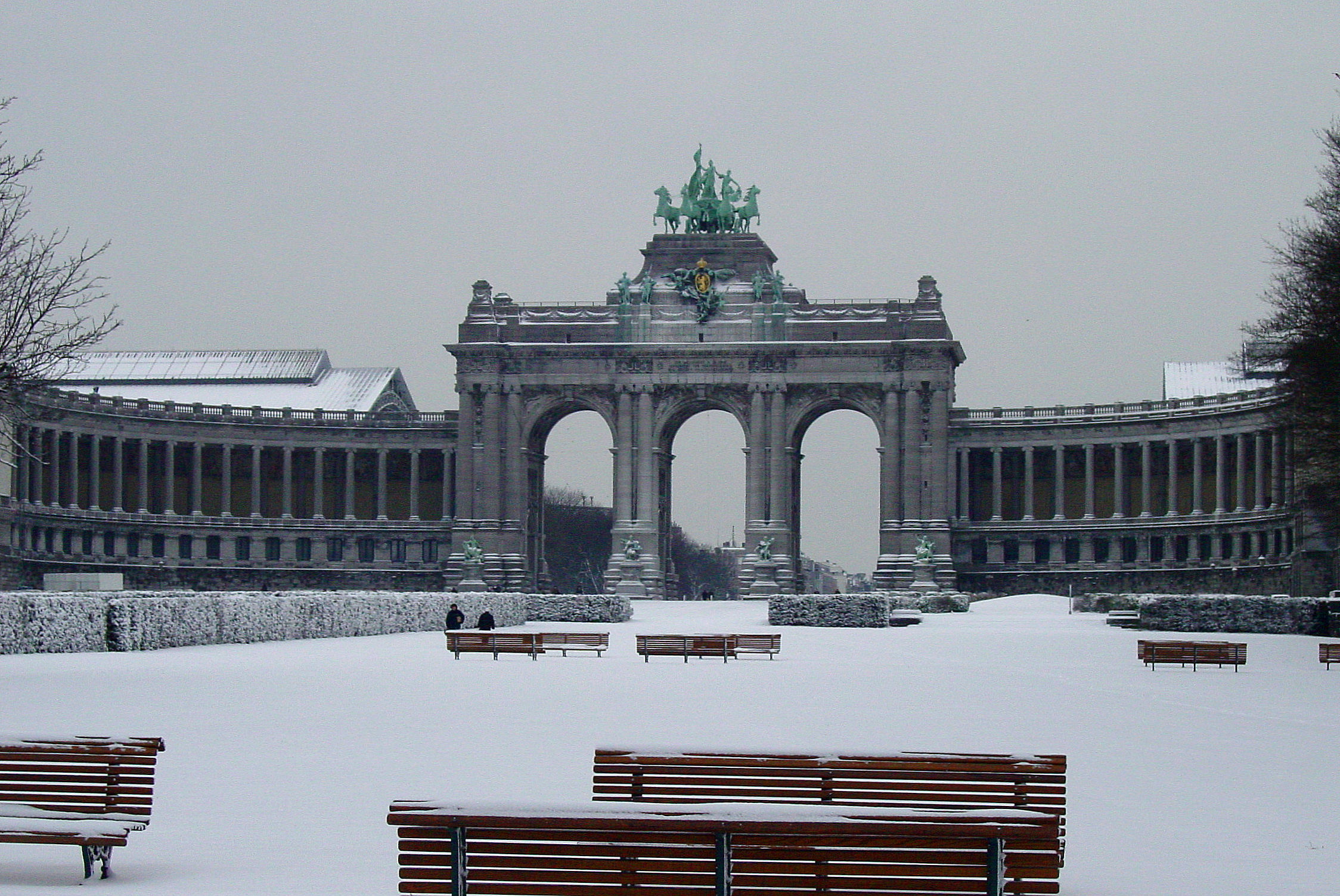
A Diadalív télen

A park leglátványosabb emlékműve természetesen a Diadalív. Azért építették, hogy ábrázolja Brüsszel dicső múltját. Továbbá új városkapuként is szolgált a városba kelet felől, az újonnan épített Tervuren sugárúton érkezők számára. Az 1880-as világkiállításra tervezték, de még hosszú időnek kellett eltelnie befejezéséig. 1880-ra csak az oszlopok alapjai készültek el. A világkiállítás alatt a hiányzó nagyobbik rész faszerkezettel volt kipótolva. A következő években az építés és a befejezés állandó vita tárgya volt a király és a kormány között. A belga kormány ugyanis nem akart olyan sok pénzt költeni egy szemükben szükségtelen emlékműre. Végül magántőke segítségével, melyhez a király biztosította a pénzt, 1905-re fejeződött be az építkezés, éppen időben Belgium függetlenségének 75 éves évfordulójára.
Az emlékművet egy négyesfogattal koronázták, mely Brabant tartományt jelképezi. Belgium 8 további tartományát allegorikus szobrok szimbolizálják az oszlopok lábánál. A diadalív mindkét oldalán oszlopgalériák vannak mozaikokkal kirakva, melyek képei Belgium békeszerető népét jelenítik meg és dicsőítik. A mozaikok 1920 és 1932 között készültek.

## A kiállítási csarnokok
A Diadalív két oldalán lévő nagy csarnokok az 1880-as világkiállítás eredeti pavilonjainak helyettesítésére épültek. Jelenleg múzeumoknak adnak otthont, de az építészeti kialakításuk maga is megér egy látogatást. A kivitelezés az ipari tudás valóságos megdicsőítése. Az ott használt fő anyagok a vas és az üveg. A déli csarnokban jelenleg az Autóvilág Múzeum található, old timerek csodálatos gyűjteményével. Az északi csarnokban repülőgépek vannak kiállítva, melyek a Királyi Katonai Múzeum űrrepülési és repülési részlegéhez tartoznak.

## A Bordiau-csarnokok
Az 1880-as világkiállításra a jelenlegi épületegyüttesből csupán a szép Bordiau-csarnokok, melyek Jules Bordiau építészről kapták nevüket, készültek el. Tipikus vas- és üvegépítmények a késő 19. század európai stílusában, melyekre a londoni Kristálypalota építészeti megoldásai volt befolyással. A kiállítás után a kormány döntése szerint a brüsszeli múzeumok céljaira használták az épületeket.
Az északi csarnok jelenleg a Királyi Katonai Múzeum otthona. Szerencsétlen módon a déli csarnok 1946-ban tűzvész áldozata lett, és az 1950-es években nem eredeti stílusában építették újra. Ez az épület jelenleg a Művészeti és Történelmi Múzeum otthona.